# Fontana del Ratto delle Sabine

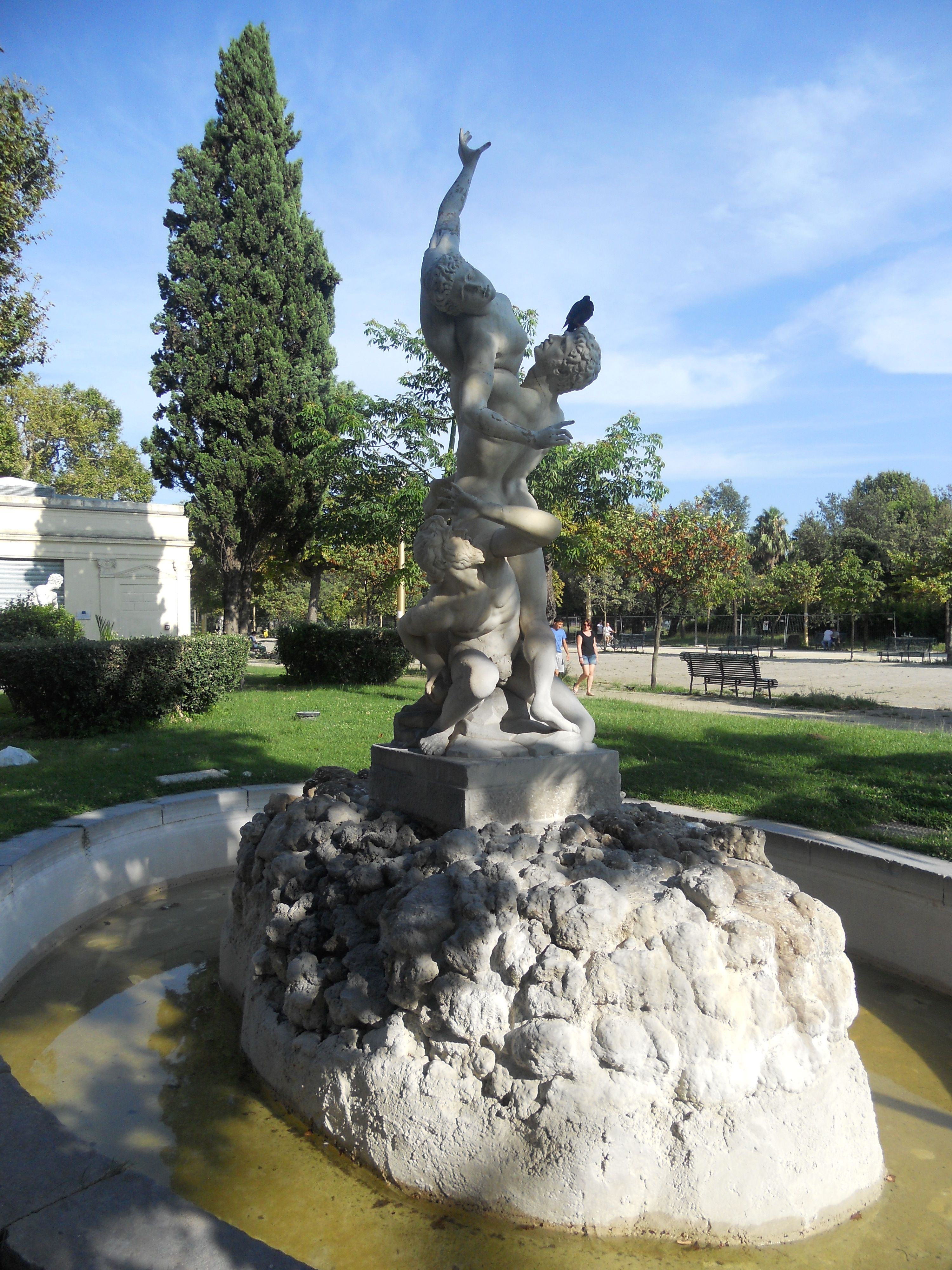
La fontana

La fontana del Ratto delle Sabine è una delle otto fontane che abbelliscono la Villa Reale di Napoli.
Il gruppo scultoreo (una copia dell'originale del Giambologna) fu eseguito dallo scultore genovese Tommaso Solari verso la metà del XVIII secolo per la reggia di Caserta e trasferito nella villa nella prima metà del XIX secolo in continuazione del programma che prevedeva ulteriori abbellimenti del sito monumentale. Anche questa fontana, come le altre, è puramente neoclassica.

## Galleria d'immagini

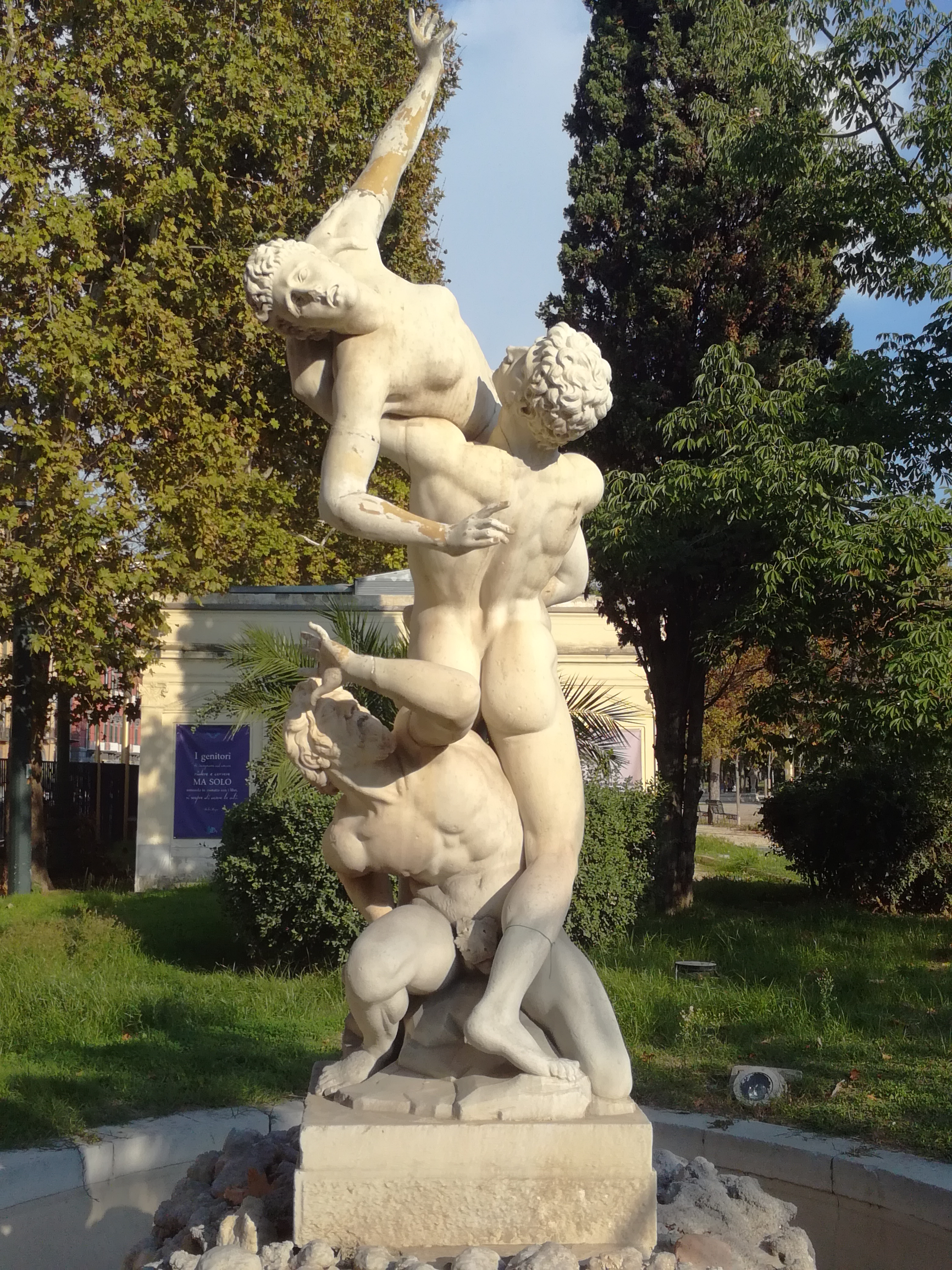
Particolare